# E-learning
E-learning (Nederlands: online leren) wordt geassocieerd met leeractiviteiten waarbij interactief gebruik wordt gemaakt van een computer die verbonden is met een computernetwerk. Een andere definitie van e-learning (in brede zin) is: elke leervorm die gebruikmaakt van een computernetwerk voor distributie, communicatie over en weer en facilitering. E-learning begint net zoals de woorden e-mail, e-zine, e-business en e-commerce met een 'e'. Deze e duidt op een elektronische component: in dit geval duidt de 'e' op het gebruik van de elektronische snelweg (internet) en de bijbehorende technologie. Het is een middel om afstandsonderwijs mogelijk te maken.

## Begrippen

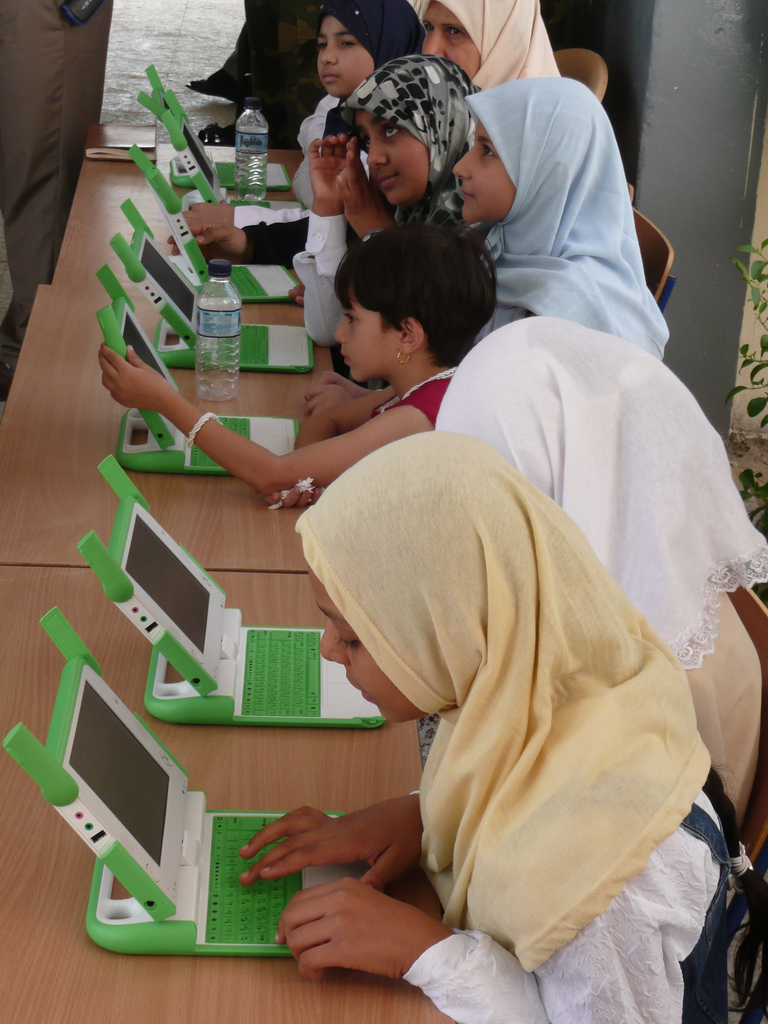
Kinderen die de lesstof aangeboden krijgen via een XO-1 laptop

Blended learningde mix van leerinterventies, zoals e-learning en traditionele klassikaal leren, maar ook asynchroon e-learning met synchroon e-learning.
Begeleid zelfstandig leren (BZL)Onderwijsvorm met gedeelde sturing van leerproces door leerling en leraar. Hierbij wordt vaak gebruikgemaakt van e-learning.
Computer-based training (CBT)Vroeger ook vaak computerondersteund onderwijs (COO) genoemd. Dit begrip duidt op educatief materiaal dat online via een interne netwerk van een universiteit of een onderneming kan worden gevolgd, op een cd-rom bij een boek wordt geleverd of gedownload kan worden van een internetsite. De interactieve component met een netwerk ontbreekt hier vaak.
ContentLetterlijk: inhoud. Brede verzamelnaam voor alle leerstof en andere inhoudsbronnen binnen een organisatie. Binnen e-learning wordt met content in het algemeen leerstof bedoeld. Zie ook materiaalpakket.
Corporate e-learningCorporate e-learningprogramma's worden sinds de jaren 80 van de vorige eeuw aangeboden, zowel op het gebied van applicatie-leren (leren werken met softwarepakketten) als voor algemene managementvaardigheden. Learning portals zijn toegankelijk via internet of intranet voor individuele deelnemers met een specifieke leerbehoefte. Sommige internationale ondernemingen hebben hun eigen virtual learning centre (VLC) opgezet om zo het opleiden binnen de organisatie te versnellen. Zo'n VLC bestaat uit diverse onderdelen die bedoeld zijn om het opleiden van medewerkers (via afstandsleren) mogelijk te maken. Er wordt hierbij gebruikgemaakt van Internet Based Training of via het eigen bedrijfsnetwerk in combinatie met andere technische toepassingen (zoals computerconferencing) en databasetechnieken.
C-learningVoluit: classroom learning. Als tegenhanger van e-learning wordt hiermee het traditionele leren in een klaslokaal bedoeld. Zie ook m-learning.
Elektronische leeromgeving (ELO)Een omgeving die e-learning ondersteunt. Aangezien e-learning verschillende 'verschijningsvormen' kan hebben, kan elke ELO er anders uitzien. Meestal ondersteunt een ELO het leerproces en de administratieve/ondersteunende processen.
LeerportaalWebsite die de lerende en de organisatie de mogelijkheid geven om toegang te krijgen tot een gecategoriseerd overzicht van e-learning, veelal van verschillende aanbieders. Daarbij kan het gaan om nieuws, websites maar ook om trainingen of leerobjecten die via het internet kunnen worden doorlopen. De inhoud wordt afgestemd op de bezoeker, op basis van diens persoonlijke profiel.
Learning content management system (LCMS)Platform waarin onderwijsontwikkelaars e-learningmodules ontwikkelen
Learning management system (LMS)Overkoepelend systeem dat instaat voor het berekenen van testresultaten, het opvolgen van de reeds gevolgde cursussen en het weergeven van deze informatie in een overzichtelijk geheel (vaak een webpagina).
Massive open online courseEen massive open online course (MOOC) is een cursus waarbij de deelnemers worden verdeeld en het cursusmateriaal wordt verspreid over het web. Voortvloeiend uit OpenCourseWare en initiatieven zoals het Open Learning Initiative deden in de herfst van 2011 160.000 studenten in 190 landen mee aan de massive open online course kunstmatige intelligentie van Stanford. In de daarop volgende maanden werden MITx, edX, Harvardx, Coursera en Udacity opgericht.
M-learningVoortbordurend op de term e-learning wordt hiermee gedoeld op mobile learning, mobiel leren. Leren vindt plaats via draadloze apparaten zoals handcomputers (bijvoorbeeld de Palm of de iPAQ), tablet-pc's en mobiele telefoons.
OpenCourseWareOpenCourseWare is een term voor lesmateriaal dat door universiteiten vrij gedeeld wordt met de wereld via het internet.
PortfolioDit begrip verwijst naar instrumenten die gemeenschappelijk hebben dat ze de ontwikkeling van de lerende of het resultaat van die ontwikkeling zichtbaar maken. Hoe dat gebeurt, kan verschillen (afhankelijk van het doel dat een organisatie met het portfolio voor ogen heeft). Portfolio's bevatten vaak drie onderdelen. In de eerste plaats overzichten waarin de lerende duidelijk maakt in welke context hij waaraan heeft gewerkt, welke opleidingen hij waar en wanneer heeft gevolgd, over welke vaardigheden hij beschikt en in welke mate hij zichzelf als competent beschouwt. Op de tweede plaats bevat een portfolio meestal materiaal waarmee de lerende bewijst dat hij competent is. Voorbeelden zijn evaluaties door anderen, of video-opnamen van het eigen handelen. Op de derde (en laatste) plaats bevat een portfolio meestal ook reflecties van de lerenden. De lerende analyseert zijn eigen bekwaamheden ten opzichte van een bepaald profiel waaraan hij wil voldoen.
Self assessmentHet proces waarmee de deelnemer zijn persoonlijke kennis- en/of vaardigheidsniveau kan bepalen, vaak in relatie tot een bepaald competentieprofiel. Binnen sommige leermanagementsystemen (zie LMS) krijgen deelnemers vervolgens automatisch een advies om een cursus of een leerobject te volgen, op het moment dat er sprake is van een kloof tussen de huidige competenties en de benodigde competenties.
Social softwareApplicaties waar mensen via internet elkaar kunnen 'ontmoeten', met elkaar kunnen communiceren en samenwerken. Dit soort software wordt steeds vaker ingezet voor leerdoeleinden.
Virtual classroomVertaald betekent dit 'virtueel klaslokaal', oftewel het verzorgen van een les via het internet. Het is een vorm van synchrone e-learning, synchroon omdat de docent(en) en de cursisten op hetzelfde tijdstip online zijn, ieder achter zijn/haar eigen pc. De virtuele klas kan dus bestaan uit deelnemers die verspreid over de hele wereld aan de cursus deelnemen. Er is specifieke software beschikbaar die virtuele klassen ondersteunt / mogelijk maakt.
Webbased learningLeren waarbij gebruik wordt gemaakt van een webbrowser.
WikiDe term wiki is afkomstig uit het Hawaïaans en betekent 'snel'. Het is een internettoepassing waarmee een groep mensen samen kunnen werken aan internetpagina's. De inhoud wordt onmiddellijk gepubliceerd, zonder dat een redactie dit nog moet accepteren. Een wiki kan worden gebruikt om samen teksten te schrijven.

## Voordelen
- Flexibel leren: leermateriaal is op elk moment beschikbaar.
- Trainingstijd / reistijd / verblijftijd wordt bespaard.
- Kostenbesparing: reiskosten / verblijfkosten / extra cursusruimte.
- Het leren vanuit thuis / vanuit de werkplaats maakt het tussendoor leren makkelijker.
- Realtime toetsing, meningen over de kwaliteit van het leren kunnen makkelijker gevraagd worden door livepolls.
- Praktijkgericht leren: door interactieve tutorials kunnen softwareprogramma's beter in de praktijk geleerd worden.
- Beoordeling van de geleerde werkzaamheden zijn mogelijk op de werkplek in diverse e-learningsystemen.

## Nadelen
- Niet elke leerstijl wordt gestimuleerd door een e-learningoplossing.
- Het leren / lezen op een beeldscherm wordt vermoeiend gevonden.
- Zelfdiscipline en cognitieve vaardigheden zijn voor het zelfstandig leren met een computer nodig.
- Werken in eigen tijd: medewerkers willen vaak niet in hun vrije tijd extra kennis opdoen, dit moet ondersteund worden door hun organisaties.
- Medewerkers vinden het vaak lastig om extra kennis op te doen tijdens hun werktijd; hiermee loopt men gevaar dat de medewerker niet bewust leert.
- De klikkende aap: medewerkers leren niet bewust en werken alleen maar het elektronische leermateriaal af, zonder dat er een leerproces optreedt.

## E-learningsystemen
- Moodle
- Er zijn verschillende plug-ins beschikbaar om WordPress-CMS'en uit te bouwen tot een e-learningplatform. Voorbeelden zijn Learndash en WP Courseware.